# Fab@home
Fab@home fue la primera impresora 3D multimaterial disponible al público, y una de las dos primeras fuentes abiertas DIY 3D (el otro es el RepRap). Hasta el 2005, todas las impresoras 3D eran escala industrial, caras y privadas. El coste alto y naturaleza cerrada de la industria de la impresión en 3D limitó el acceso de esta tecnología a las masas. Esto llevó a que se limitara el rango de materiales usados y las cosas que podía hacer el consumidor. El objetivo de Fab@home fue un proyecto que pretendía cambiar esta situación e iniciar una nueva forma de imprimir en 3D, de bajo costo y abierta a todo el mundo, cosa de acelerar la innovación tecnológica en esta área.
Desde su salida al público en 2006, se crearon centenares de impresoras 3D Fab@home y sus elementos de diseño podían ser encontrados en muchos proyectos DIY de impresoras, siendo el más notable el Makerbot Replicator. El método de la jeringuilla múltiple de la impresora permite por una de las primeras veces usar múltiples materiales para la impresión, incluyendo por ejemplo, baterías activas, actuadores y sensores. El proyecto se cerró en el año 2012 cuando ya estaba claro que el objetivo del proyecto se había conseguido y la distribución de DIY y las impresoras para consumidores ya habían desplazado a las ventas de impresoras industriales.

## Historia
El proyecto estuvo dirigido por estudiantes de Cornell en el departamento de la universidad de Ingeniería & Aeroespacial Mecánica. El esfuerzo estuvo inspirado en la historia de la Altair 8800, uno de los primeros kits de ordenadores personales DIY creado en 1975. La Altair 8800 es muy reconocida por provocar la revolución informática, que se dio desde la tecnología informática industrial, a la tecnología informática personal, esto se logró a través del bajo costo y al estar abierta a todos los entusiastas que querían probar estas tecnologías desde sus casas. El objetivo del Fab@home fue provocar el mismo efecto que el Altair 8800 pero en el ámbito de las impresoras en 3D. El proyecto fue uno de los primeros en aplicar el modelo de desarrollo del código abierto a dispositivos físicos en una larga escala, un proceso que más tarde se conoció como hardware de código abierto.
Las versiones tempranas del dispositivo estuvieron producidas y refinadas en el laboratorio. La primera liberación oficial del Fab@home Modelo 1 coincidió con una presentación en la conferencia de "Solid Freeform Fabrication" en 2006. Después de su primera salida, distintos estudiantes de pregrado y estudiantes de posgrado en Cornell y otras universidades formaron un equipo y desarrollaron una versión mejorada que más tarde salió al mercado como el Fab@home Modelo 2. Las mejoras principales incluían, una forma más fácil de ensamblar, no había que soldar las piezas, y la impresora contaba con menos piezas. El equipo entonces se expandió y desarrolló el Modelo 3. Uno variación importante de Fab@home era el proyecto Fab@school, el cual exploró el uso de las impresoras 3D en el aula de clases. Por ejemplo, estas impresoras podían imprimir juguetes benignos como Play-Doh.
El proyecto recibió amplia atención de los medios de comunicación en sus años iniciales, trayendo a la impresión 3D a un primer plano. El proyecto tuvo reconocimientos importantes como el premio al mejor informe periodístico del año por Rapid Prototyping y el premio Popular Mechanics Breakthrough award.

## Capacidades técnicas
El Fab@home es un sistema basado en jeringuilla de deposición. Un sistema gantry X-Y-Z mueve una bomba de jeringuilla a través de un 20×20×20 cm (7,87x7,87x7,87 pulgadas) de volumen de complexión en una velocidad máxima de 10 mm/s y resolución de 25 µm. Las múltiples jeringuillas pueden ser controladas independientemente para depositar material a través de las puntas de la jeringuilla. 
La primera versión de Fab@home tenía una cabeza de impresión con dos jeringuillas; la versión más tardía tuvo más jeringuillas, hasta llegar a un modelo con una cabeza de impresión que tuvo ocho jeringuillas que podían usarse simultáneamente.
Una de las ventajas claves de utilizar el método de deposición con jeringuillas era que se podía usar una amplia gama de materiales, esencialmente cualquier líquido, pasta o gel podía ser exprimido a través de la punta de la jeringuilla. La versatilidad hizo que se pudiera ir más allá de solo imprimir en termoplástico, esto hizo que las siguientes impresoras 3D como la RepRap y otras, siguieran el mismo camino. La gama de materiales que pueden utilizarse con una Fab@home van desde materiales duros como epoxi, elastómeros como silicona, materiales biológicos como hidrogeles sembrados con células, materiales alimentarios como chocolate, masa de repostería y queso, materiales de ingeniería como acero inoxidable, y materiales activos como imanes y cables conductores. El objetivo técnico del proyecto era pasar de imprimir solo partes pasivas, a imprimir un sistema activo completo. El proyecto ha tenido gran éxito en imprimir dispositivos como baterías activas, actuadores, sensores, e incluso una máquina de telégrafo.

## Miembros de proyecto
- Fundadores: Evan Malone y Hod Lipson
- Líderes de proyecto: Evan Malone (2005-2009), Daniel Cohen (2010), Jeffery Lipton (2011-2012)
- Miembros de equipo del proyecto (en ningún orden particular): Dan Periard, Max Lobovsky, James Smith, Michael Heinz, Warren Parad, Garrett Bernstien, Tianyou Li, Justin Quartiere, Daniel Sheiner, Kamaal Washington, Abdul-Aziz Umaru, Rian Masanoff, Justin Granstein, Jordania Whitney, Scott Lichtenthal, Karl Gluck.